# Tereza Spencerová
Tereza Spencerová, roz. Dmitrij Spanilý, (3. ledna 1965 – 6. dubna 2020 Praha) byla česká novinářka, publicistka a trans aktivistka.

## Profesní kariéra
Narodila se v roce 1965. Studovala žurnalistiku na Karlově univerzitě. Poté sedm let působila v zahraniční redakci České tiskové kanceláře, mimo jiné letech 1991–1992 byla v Egyptě zpravodajem ČTK pro Blízký východ. Poté pracovala v nakladatelství Reader's Digest Výběr. Psala sloupky pro časopis Reflex. V letech 2003–2005 byla redaktorkou týdeníku Mladý svět. Byla také editorkou časopisu MF Plus, v letech 2013–2016 psala i pro magazín Lidé a země. Nejpozději od června 2009 působila jako redaktorka, komentátorka a editorka v Literárních novinách. Ty opustila v polovině října 2018. Její příspěvky a názory se objevovaly například na serveru Parlamentní listy, ve vysílání internetové televize XTV a na různých alternativních webech. Na přelomu března a dubna 2020 s ní ukončila spolupráci TV Prima, na jejíž web předtím psala pravidelné ranní sloupky.
V lednu 2015 se stala první českou novinářkou, jíž poskytl rozhovor syrský prezident Bašár Asad. V roce 2016 obdržela Krameriovu cenu, kterou vyhlašuje Asociace nezávislých médií (ANM). Komentátor Reflexu Jan Jandourek ji v roce 2016 kritizoval jako „nezakrytou aktivistku ruské hybridní propagandy“. Miloš Kadlec ze serveru Manipulátoři.cz jí v listopadu 2018 na několika příkladech vyčetl neprofesionální práci a označil za „zcela nedůvěryhodnou a v žádném případě kvalitní novinářku“. Její práci kritizoval v září 2019 také Jakub Szántó.

## Soukromý život a aktivismus

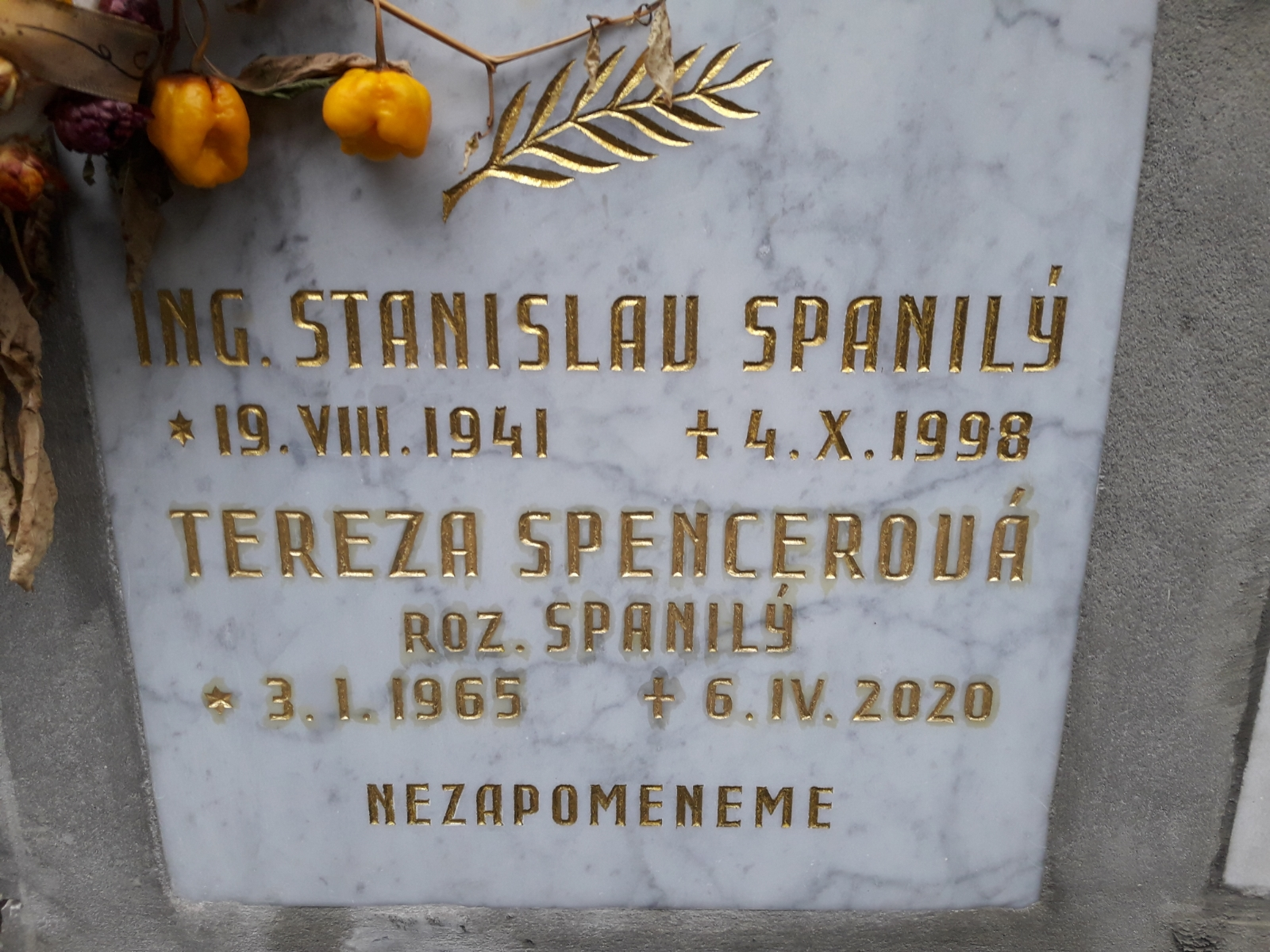
Náhrobek na Olšanských hřbitovech

Z přelomu 80. a 90. let má syna. V roce 1998 podstoupila operativní změnu pohlaví.
V roce 1998 stála u zrodu občanského sdružení TransForum, první oficiální organizace svého druhu ve východní Evropě. V roce 2003 o ní Andrea Majstorovič natočila díl z dokumentárního cyklu společnosti Febio Zpověď – Zpověď matky, která byla otcem.
Tereza Spencerová zemřela náhle dne 6. dubna 2020 ve věku 55 let, podle Martiny Landergott zřejmě na selhání srdce.

## Literární dílo
- Feinberg, Leslie: Pohlavní štvanci (G plus G, 2000, překlad)[4]
- Spencerová, Tereza: Jsem tranďák![23] (2003)[24]
- Rusko včera, dnes a zítra (2014, příspěvek „Ukrajina: dva roky po Majdanu a Oděse“ ve sborníku, další autoři např. Lenka Procházková, Ilona Švihlíková, Petr Žantovský ad.)[25]